# 夏目和良
 夏目 和良  （なつめ かずよし、1941年7月7日 - ）は、日本の実業家。元中部日本放送、CBCテレビ社長、会長、相談役。

## 略歴・人物
愛知県出身。同志社大学経済学部卒業。大学卒業後の1965年4月、中部日本放送に入社。1997年6月東京支社長。1998年12月テレビ営業局長。1999年6月取締役テレビ営業局長。2001年6月常務取締役。2003年6月代表取締役社長。2008年6月代表取締役会長。2011年9月CBCラジオ取締役。2014年4月CBCテレビ代表取締役会長。同年6月取締役相談役名誉会長、取締役相談役。2016年退任。　
2013年11月旭日中綬章受章。